# Датско-исландские отношения
Датско-исландские отношения — двусторонние дипломатические отношения между Данией и Исландией.

## История
В 1814 году после окончания Наполеоновских войн Датско-норвежская уния была разделена согласно Кильским мирным договорам. Однако, Исландия осталась зависимой от Дании территорией. На протяжении XIX века исландцы массово эмигрировали в Новый Свет, особенно в канадскую провинцию Манитобу. В те годы в Исландии проживало около 70 000 человек, из которых уехало 15 000. В Исландии развивалось национальное самосознание, вдохновленное романтическими и националистическими идеями из континентальной Европы, в результате чего возникло движение за независимость Исландии под руководством Йоуна Сигурдссона. В 1874 году Дания предоставила Исландии конституцию и ограниченное самоуправление, которое было расширено в 1904 году. В 1918 году Исландия стала полностью суверенным государством, находясь с Данией под властью общего короля.
9 апреля 1940 года Дания была оккупирована войсками Германского рейха в результате Датско-норвежской операции, что разорвало контакты между Исландией и Данией. В результате, 10 апреля 1940 года парламент Исландии Альтинг взял под свой контроль иностранные дела, избрал временного губернатора Свейдна Бьёрнссона, который впоследствии стал первым президентом страны. В течение первого года Второй мировой войны Исландия строго придерживалась политики нейтралитета, не занимая сторону Великобритании и Германского рейха. 10 мая 1940 года была начата операция «Форк», когда британские вооружённые силы осуществили вторжение в Исландию. Правительство Исландии выступило с протестом против этой операции, назвав её вопиющим нарушением исландского нейтралитета. В день вторжения премьер-министр Исландии Херманн Йоунассон в ходе радио обращения заявил, что исландцам следует относиться к британским войскам с вежливостью так как они гости страны.
24 мая 1944 года в Исландии прошёл референдум о независимости от Дании и 17 июня 1944 года она стала независимой республикой. Поскольку Дания все еще была оккупирована войсками Германского рейха, многие датчане были оскорблены тем фактом, что Исландия провела этот референдум. Несмотря на это, король Дании Кристиан X поздравил исландский народ с независимостью.
В настоящее время обе страны являются полноправными членами Совета государств Балтийского моря, Северного совета, НАТО и Совета Европы. В Дании проживает около 18 000 исландцев, а в Исландии — 2900 датчан.

## Торговля
В 2017 году Исландия осуществила прямых иностранных инвестиций в экономику Дании на сумму 18 619,387 исландских крон.

## Дипломатические представительства
- У Дании имеется посольство в Рейкьявике[5].
- Исландия содержит посольство в Копенгагене[6].